# Alan Campbell (roddare)
Alan Campbell, född den 9 maj 1983 i Coleraine i Storbritannien, är en brittisk roddare.
Han tog OS-brons i singelsculler i samband med de olympiska roddtävlingarna 2012 i London.